# HŠK Posušje
HŠK Posušje je hrvatski nogometni klub iz Posušja, BiH. Trenutačno se natječe u Premijer ligi BiH.
Osnovan je 1950. godine, a od 1993. do 2009. te od 2021. natječe se u najvišim ligaškim natjecanjima u BiH. Dva puta je osvojio Prvenstvo Herceg-Bosne.

## Povijest

### Od osnutka do raspada SFRJ
Klub je osnovan 1950. godine pod imenom NK Zidar. Natjecao se u Hercegovačkoj ligi koja je bila u rangu treće lige. Neko vrijeme je nosio i ime NK Mladost. Otvaranjem rudnika boksita na području općine Posušje, on postaje sponzor kluba i klub od 1963. godine nosi ime NK Boksit koje zadržava do raspada SFRJ.

### NK Posušje u najvišim ligaškim natjecanjima
Novom organizacijom nogometa u Bosni i Hercegovini klub mijenja ime u NK Posušje i natječe se u najvišem rangu natjecanja Herceg-Bosne. U prvoj sezoni 1993./94. odigran je samo proljetni dio, dok su sve naredne sezone igrane u punom obimu. Klub je u vrijeme rata bio bez matičnog stadiona, koji je služio kao vojna helikopterska baza pa je domaće utakmice igrao na livadama pored grada. Završetkom rata postrožili su se kriteriji pa je klub domaće utakmice igrao na stadionima u Imotskom i Grudama dok se u međuvremenu pristupilo izmještanju heliodroma i temeljitoj obnovi stadiona Mokri Dolac. Godine 1998. obnovljen je teren i izgrađena je sjeverna tribina, a nešto kasnije i velika južna tribina te pomoćni teren. U sezoni 1998./99. klub po prvi put osvaja Prvenstvo Herceg-Bosne i plasira se u doigravanje za prvaka Bosne i Hercegovine, pod pokroviteljstvom UEFA-e, koje nije odigrano zbog političkih igara. Sljedeće sezone 1999./00. Posušje ponovno osvaja Prvenstvo Herceg-Bosne i tako proslavlja 50. godišnjicu postojanja i plasman u novoosnovanu Premijer ligu Bosne i Hercegovine koja nastaje ujedinjenjem bošnjačkog Nogometnog saveza Bosne i Hercegovina i Nogometnog saveza Hrvatske Republike Herceg-Bosne. Nakon dvije sezone Premijer ligi Bosne i Hercegovine pristupaju i srpski klubovi a NK Posušje zbog dobrog plasmana i dalje ostaje u najvišem rangu natjecanja. U klubu su od osnutka igrali domaći igrači, sve do kasnih devedesetih kad glavnu riječ preuzimaju menadžeri. Njihovim dolaskom omladinski pogon je zapostavljen a gotovo cijelu momčad su činili igrači sa strane, ponajviše iz Hrvatske i BiH a bilo je tu i igrača iz Južne Amerike, Afrike i središnje Europe. Igrači su često mijenjani a bilo je slučajeva da se nakon (polu)sezone promjeni cijela standardna momčad, tako je 2001. godine u međusezoni promijenjeno čak četrnaest standardnih prvotimaca. Isti slučaj je bio s promijenama trenera pa je tako samo u 1999. i 2000. godini promijenjeno trinaest trenera, redom: Frane Poparić, Stanko Mršić, Bračulj, Skoko, Albert Pobor, Ivica Kalinić, Davor Puljić, Blaž Slišković, Frane Poparić (dugi put), Goran Dukić, Renić, Stjepan Čordaš i Vjeran Simunić. Kasnije se stanje po ovom pitanju popravilo pa su tako treneri i igrači dobili priliku za ozbiljniji rad. Klub se od početaka zajedničke lige borio za vrh, no uvijek je malo nedostajalo za izlazak u europska natjecanja. U zadnjim sezonama Premijer lige borba se svela na opstanak u ligi. Nakon sezone 2008./09. klub ispada u Prvu ligu FBiH, te nakon nekoliko kola u sezoni 2009./10. odustaje od daljnjeg natjecanja zbog loše financijske situacije.

### Novi početak
Dana 20. kolovoza 2010. zasjedala je skupština kluba i donijela odluku da klub krene s natjecanjem u Međužupanijskoj ligi HBŽ i ZHŽ pod novim imenom HŠK Posušje. Ispadanjem iz Premijer lige klub se reorganizirao, promijenjena je uprava i kompletan pristup prema klubu. Momčad je sastavljena od domaćih igrača i više pažnje je usmjereno prema radu s mladim uzrastima. Nakon odustajanja NK Drinovci Posušani se nastavljaju natjecati u Drugoj ligi – Jug u sezoni 2011./12. kada zauzimaju posljednje 16. mjesto. Ipak, iz lige nisu ispali zbog odustajanja NK Vir.
U samo dvije sezone uspjevaju najprije osvojiti Drugu ligu FBiH – Jug, a zatim u sezoni 2020./21. Prvu ligu FBiH čime ostvaruju plasman u Premijer ligu BiH.

## Uspjesi
- Prvenstvo Herceg-Bosne
  - 1998./99.
  - 1999./00.
- Prva liga FBiH
  - 2020./21.
- Druga liga FBiH – Jug
  - 2019./20.

## Pregled plasmana po sezonama
| Sezona    | Rang | Liga                                             | Plasman | Izvori |
| --------- | ---- | ------------------------------------------------ | ------- | ------ |
| 1970./71. | IV.  | Hercegovačka zona                                | 13.     |        |
| 1971./72. |      |                                                  |         |        |
| 1972./73. |      |                                                  |         |        |
| 1973./74. | IV.  | Hercegovačka zona                                | 8.      |        |
| 1974./75. | IV.  | Hercegovačka zona                                | 13.     |        |
| 1975./76. | IV.  | Hercegovačka zona                                | 8.      |        |
| 1976./77. | IV.  | Hercegovačka zona                                | 15.     |        |
| 1977./78. |      |                                                  |         |        |
| 1978./79. |      |                                                  |         |        |
| 1979./80. |      |                                                  |         |        |
| 1980./81. |      |                                                  |         |        |
| 1981./82. |      |                                                  |         |        |
| 1982./83. |      |                                                  |         |        |
| 1983./84. |      |                                                  |         |        |
| 1984./85. |      |                                                  |         |        |
| 1985./86. |      |                                                  |         |        |
| 1986./87. |      |                                                  |         |        |
| 1987./88. |      |                                                  |         |        |
| 1988./89. |      |                                                  |         |        |
| 1989./90. |      |                                                  |         |        |
| 1990./91. |      |                                                  |         |        |
| 1991./92. |      |                                                  |         |        |
| 1993./94. | I.   | Prva liga Herceg-Bosne                           | 6.      |        |
| 1994./95. | I.   | Prva liga Herceg-Bosne – Južna skupina           | 8.      |        |
| 1995./96. | I.   | Prva liga Herceg-Bosne – Zapad                   | 3.      |        |
| 1996./97. | I.   | Prva liga Herceg-Bosne                           | 9.      |        |
| 1997./98. | I.   | Prva liga Herceg-Bosne                           | 10.     |        |
| 1998./99. | I.   | Prva liga Herceg-Bosne                           | 1.      |        |
| 1999./00. | I.   | Prva liga Herceg-Bosne                           | 1.      |        |
| 2000.     | I.   | Doigravanje za prvaka Federacije BiH – skupina A | 3.      |        |
| 2000./01. | I.   | Premijer liga BiH                                | 8.      |        |
| 2001./02. | I.   | Premijer liga BiH                                | 11.     |        |
| 2002./03. | I.   | Premijer liga BiH                                | 9.      |        |
| 2003./04. | I.   | Premijer liga BiH                                | 10.     |        |
| 2004./05. | I.   | Premijer liga BiH                                | 9.      |        |
| 2005./06. | I.   | Premijer liga BiH                                | 10.     |        |
| 2006./07. | I.   | Premijer liga BiH                                | 11.     |        |
| 2007./08. | I.   | Premijer liga BiH                                | 11.     |        |
| 2008./09. | I.   | Premijer liga BiH                                | 16. ↓   |        |
| 2009./10. | II.  | Prva liga FBiH                                   | 16. ↓   |        |
| 2010./11. | IV.  | Međužupanijska liga HBŽ i ZHŽ                    | 2. ↑    |        |
| 2011./12. | III. | Druga liga FBiH – Jug                            | 16.     |        |
| 2012./13. | III. | Druga liga FBiH – Jug                            | 9.      |        |
| 2013./14. | III. | Druga liga FBiH – Jug                            | 4.      |        |
| 2014./15. | III. | Druga liga FBiH – Jug                            | 2.      |        |
| 2015./16. | III. | Druga liga FBiH – Jug                            | 3.      |        |
| 2016./17. | III. | Druga liga FBiH – Jug                            | 2.      | [ 4 ]  |
| 2017./18. | III. | Druga liga FBiH – Jug                            | 1.      | [ 5 ]  |
| 2018./19. | III. | Druga liga FBiH – Jug                            | 2.      | [ 6 ]  |
| 2019./20. | III. | Druga liga FBiH – Jug                            | 1. ↑    | [ 7 ]  |
| 2020./21. | II.  | Prva liga FBiH                                   | 1. ↑    | [ 8 ]  |
| 2021./22. | I.   | Premijer liga BiH                                | 8.      | [ 9 ]  |
| 2022./23. | I.   | Premijer liga BiH                                | 10.     | [ 10 ] |
| 2023./24. | I.   | Premijer liga BiH                                | 5.      | [ 11 ] |
| 2024./25. | I.   | Premijer liga BiH                                | 9.      |        |

## Nastupi u Kupu BiH
2001./02.
- šesnaestina finala: FK Jedinstvo Brčko – NK Posušje 1:0, 1:6
- osmina finala:  NK Posušje – HNK Grude 0:1, 0:0

2002./03.
- šesnaestina finala: FK Modriča Maxima (II) – NK Posušje 2:0, 0:0

2003./04.
- šesnaestina finala: FK Mladost Gacko (II) – NK Posušje 1:0

2004./05.
- šesnaestina finala: FK Mladost Gacko (II) – NK Posušje 0:0 (2:3 p)[16]
- osmina finala: NK SAŠK Napredak Sarajevo (II) – NK Posušje 2:0, 1:3

2005./06.
- šesnaestina finala: NK Posušje – FK Jedinstvo Brčko (II) 3:0
- osmina finala: NK Posušje – NK Žepče Limorad 0:0, 0:1

2006./07.
- šesnaestina finala: FK Radnik Bijeljina (I) – NK Posušje 1:3
- osmina finala: NK Posušje – FK Sarajevo (I) 3:3, 0:3

2007./08.
- šesnaestina finala: NK Posušje – FK Radnik Bijeljina (II) 5:0
- osmina finala: NK Posušje – NK Čelik Zenica (I) 2:0, 2:0
- četvrtina finala: NK Posušje – FK Laktaši (I) 1:0, 3:1
- polufinale: HŠK Zrinjski Mostar (I) – NK Posušje 4:0, 2:0

2008./09.
- šesnaestina finala: FK Modriča Maxima (I) – NK Posušje 4:1

2009./10.
- šesnaestina finala: FK Borac Banja Luka (I) – NK Posušje 3:0 (bb)

2021./22.
- šesnaestina finala: NK Travnik (II) – HŠK Posušje 1:2
- osmina finala: NK Zvijezda Gradačac (II) – HŠK Posušje 1:1 (6:5 p)

2022./23.
- šesnaestina finala: NK Kolina Ustikolina (III) – HŠK Posušje 1:5
- osmina finala: FK Velež Mostar (I) – HŠK Posušje 2:0

2023./24.
- šesnaestina finala: HNK Tomislav Tomislavgrad (II) – HŠK Posušje 1:1  (2:3 p)
- osmina finala: HŠK Posušje – FK Laktaši (II)  2:0
- četvrtina finala: HŠK Posušje – FK Sloga Doboj (I) 3:2, 0:2

## Obilježja
Navijači HŠK Posušje zovu se Poskoci, prije su djelovali pod nazivom Torcida. 
Klub svoje utakmice igra na stadionu Mokri Dolac, kapaciteta 8000 gledatelja. 
Klupske boje su plava i bijela, a crna je pričuvna boja.

## Zanimljivosti
- Pobjedom nad Zrinjskim pod Bijelim brijegom u Mostaru 13. rujna 2023., Posušje je nakon dvadeset godina ponovno ostvarilo pobjedu nad tim mostarskim klubom u gostima (nakon pobjede 2:0 30. kolovoza 2003.).[25]

## Vanjske poveznice
- Službene mrežne stranice
- Službeni kanal na YouTubeu